# Народна скупштина Венецуеле
Народна скупштина Венецуеле је највише представничко тело и носилац уставотворне и законодавне власти у Венецуеле.
Једнодомна је и састоји се од 165 народних посланика, који се по Уставу бирају на слободним и тајним изборима на мандат од четири године.

## Политички сазив
Последњи парламентарни избори у Венецуели су одржани 6. децембра 2015. године. На тим изборима, резултати су били следећи:
| Партија                                                             | Број мандата |
| ------------------------------------------------------------------- | ------------ |
| Велики патриотски блок (Уједињена социјалистичка партија Венецуеле) | 55           |
| Демократска унија округлог стола                                    | 109          |